# Pieninkä
Pieninkä (en carélien : Pieninkä, en finnois : Pieninkä, en russe : Пе́нинга, Peninga) est une municipalité du raïon de Mujejärvi en république de Carélie

## Géographie
Pieninkä est situé sur les rives des étangs Tervalampi et Koverolampi, à 60 kilomètres au sud de Mujejärvi.
Pieninkä a une superficie de 1 328 kilomètres carrés. 
Elle est bordée au sud par Sukkajärvi dans le raïon de Mujejärvi, à l'ouest par Lentiera, au nord par Voloma et à l'Est par Paatene du raïon de Karhumäki.
Le territoire de la municipalité est principalement forestier.
La région fait partie des hautes terres de la Carélie occidentale, dont le paysage est caractérisé par de hauts eskers et des étendues d'eau formées durant l'ère glaciaire. 
Les cours d'eau qui traversent la municipalité sont les rivières Voloma, Songa ou Tumpajoki (russe : Teningba), Pieninkä (Peninga), Sitrajoki (Sidra), Tsiasjoki (Chias), Sun, Arjanuks, Varguno, Salma, Hauge et Korvindjoki. 
Les plus grands lacs sont les lacs Volomajärvi, Nižneje, Pieninkäjärvi (Peninga), Tšiasjärvi, Palojärvi, Nurmisjärvi, Talvisjärvi, Kupinasjärvi, Piralampi, Verhneje, Jelejärvi, Hagojärvi, Muštajärvi, Aita et Kivijärvi.

## Démographie
Recensements (*) ou estimations de la population
| 1989* | 2009 | 2010 | 2013 |
| ----- | ---- | ---- | ---- |
| 1 205 | 796  | 631  | 578  |